# Jump Cut (Zeitschrift)
Jump Cut: A Review of Contemporary Media ist eine Zeitschrift, die der Analyse des Kinos, des Fernsehens sowie von Videos und verwandten Medien gewidmet ist. Ihr erklärtes Ziel ist es, ihre Themen von „einer nichtsektierischen linken, feministischen und antiimperialistischen“ Perspektive aus anzugehen. Ihr Name kommt von der Schnitttechnik des Jump Cut, bei der ein plötzlicher visueller Bruch auftritt.

## Geschichte
Jump Cut wurde 1974 von John Hess (einem Gewerkschaftsaktivisten), Chuck Kleinhans (einem Professor an der Northwestern University), und Julia Lesage (Professorin an der University of Oregon) gegründet. Die Zeitschrift erschien bis 2001 in gedruckter Form. Bald darauf begann die Online-Publikation als eJumpCut.org. Die alten gedruckten Ausgaben sind auch online verfügbar.